# Сражение при Пулкила
Сражение при Пулкила состоялось 20 апреля (2 мая) 1808 между русской и шведской армиями.

## Предыстория
Фаддей Булгарин в своих воспоминаниях писал, что "почти все наши военные неудачи происходили от нашей самонадеянности". Поражению при Пуллкила предшествовало поражение при Револаксе 15 (27) апреля 1808, в ходе которого был полностью разбит отряд Булатова. В помощь Булатову, не зная о его разгроме, от Куопио "по той же Индесальмской дороге" шел отряд отряд полковника Обухова (3 роты Могилёвского полка, около 20 казаков и 3 орудия), везя с собой парк и обозы. Командующий Тучков отдал распоряжение о немедленном возвращении отряда Обухова в Куопио, однако разъезды встретили на своём пути шведов, а курьер был захвачен в плен финскими крестьянами-ополченцами.
Навстречу трем ротам Обухова от Улеаборга двигался крупный отряд полковника Сандельса с 3 тысячами человек и 6 орудиями. 
Не зная о числе неприятеля, и недоумевая, каким образом могли они появиться на дороге, по которой Обухов остановился у Пуллкила.

## Ход сражения
Здесь шведы окружили его и потребовали сдачи, но получив отказ, двинулись со всех сторон в атаку. Четыре часа продолжался упорный, неравный бой. Более половины людей были перебиты; наконец, полученная Обуховым тяжёлая рана в ногу, склонила решительную победу на сторону шведов, и они захватили весь отряд и бывшие при нём имущество и припасы.
Русские знамёна были содраны с древков и скрыты портупей-прапорщиками Рогожиным и Поцеловским. Одно орудие брошено в воду, a два спасены капитаном Сербиным, который в общей суматохе успел ускользнуть от шведов и едва проходимыми дорогами соединился с Тучковым.

## Потери
Потери русских — 6 офицеров, 18 унтер-офицеров, 27 казаков и 250 рядовых пленными (из них раненых — 4 офицера, 1 унтер-офицер, 70 солдат); 1 офицер, 3 унтер-офицера и 40 рядовых убитыми. Потери шведов — 74 человека убитыми и ранеными.